# Emanuel Lo
Emanuel Lo (Roma, 11 de julio de 1979) es un bailarín, coreógrafo, cantautor y director italiano.

## Biografía
Apasionado por la música desde niño (comenzó a tocar la guitarra a los diez años), se dedicó también a la danza. En 1996 debutó en la Rai y Mediaset, donde trabajó como bailarín y co-coreógrafo en varios programas de televisión, entre ellos Stasera pago io con Fiorello, Uno di noi con Gianni Morandi, La notte vola con Lorella Cuccarini, el Festival de San Remo con Simona Ventura, Carràmba! Che sorpresa con Raffaella Carrà, y Domenica con Amadeus. Trabaja actuando tanto en Italia como en el extranjero en giras y en grandes eventos para artistas como Kylie Minogue, Paola & Chiara, Geri Halliwell, Robbie Williams, Ricky Martin, Holly Valance, Luciano Pavarotti, Samantha Mumba y muchos otros.
En 2006 actuó como telonero de artistas internacionales como Kanye West, Lee Ryan y Coolio. Su debut discográfico se remonta a febrero de 2007 con el sencillo Woofer, en colaboración con el rapero Tormento. Ese mismo año, el 18 de mayo, salió su álbum debut Più tempo, producido por Giorgia para el sello discográfico Dischi di Cioccolata y distribuido por Sony Music. Posteriormente trabajó en el álbum Stonata de Giorgia, lanzado en noviembre de 2007, como coautor de las letras de algunas canciones, incluido el dueto de Giorgia y Mina Poche parole. En 2009, se lanzó su segundo álbum, Cambio tutto, también distribuido por Sony Music, nacido de una colaboración con el beat-maker Big Fish. El álbum, que contamina el R&B y el hip hop, contiene la canción Cambio tutto escrita por el cantautor Nesli.
En 2010, Emanuel se encargó de la coreografía de la última edición del concurso de talentos X Factor de la Rai. En 2011 escribió la letra y la música de algunos de los exitosos Dietro le apparenze de Giorgia, incluidos Il mio giorno migliore, Dove sei y Sembra impossibile. También en 2011 se consolida como director con VisionariLab, rodando numerosos videoclips con numerosos artistas como José Carreras, Clementino, Ornella Vanoni, Giorgia, Deddy, Giordana Angi, Sal Da Vinci y Giulia Luzi. En 2013 colaboró en el nuevo álbum de Giorgia, Senza paura, escribiendo letras y música para siete canciones. En 2016 escribió la letra y la música de cuatro canciones incluidas en el décimo álbum de canciones inéditas de Giorgia, Oronero, incluido el primer sencillo y canción principal Oronero.
Desde el 31 de octubre de 2016 se unió al talent show Amici di Maria De Filippi, cubriendo el rol de juez de hip hop en los desafíos externos. En los años siguientes, ejerció el rol de juez externo dentro del programa y luego reemplazó a Veronica Peparini como docente a partir de la edición 2022-2023, permaneciendo también en las ediciones 2023-2024 y 2024-2025.
El 1 de septiembre de 2017 dirigió el sencillo Scelgo ancora te de Giorgia, en el que aparece como coprotagonista Emanuel Lo junto a Giorgia y su hijo Samuel. El vídeo fue presentado en preestreno absoluto en TG1 por Vincenzo Mollica. Firmó varias direcciones artísticas, incluidos eventos de Porsche y giras por Georgia, J-Ax y Fedez.

## Vida privada
Desde 2004 está oficialmente comprometido con la cantante Giorgia; los dos se conocieron por primera vez durante la gira del álbum Ladra di Vento en 2003 (Emanuel formaba parte del grupo de baile). El 18 de febrero de 2010 nació su hijo llamado Samuel.

## Discografía

### Álbumes de estudio
- 2007 – Più tempo
- 2009 – Cambio tutto
- 2007 – Woofer (con Tormento)

## Programas de televisión
| Año                      | Título                    | Cadeña   | Notas             |
| ------------------------ | ------------------------- | -------- | ----------------- |
| 2010                     | X Factor                  | Rai 1    | Coreógrafo        |
| 2016-2017, 2022-presente | Amici di Maria De Filippi | Canale 5 | Profesor de baile |

## Videoclip
Como director de Visionarilab
| Año  | Título                | Autor                             | Notas                 |
| ---- | --------------------- | --------------------------------- | --------------------- |
| 2012 | Senza un motivo       | Sal Da Vinci feat. Ornella Vanoni | Director y coreógrafo |
| 2012 | Tu mi porti su        | Giorgia                           | Director y coreógrafo |
| 2012 | Dove sei              | Giorgia                           | Director y coreógrafo |
| 2014 | Non mi ami            | Giorgia                           | Director y coreógrafo |
| 2014 | Io fra tanti          | Giorgia                           | Director y coreógrafo |
| 2014 | La mia stanza         | Giorgia                           | Director y coreógrafo |
| 2017 | Scelgo ancora te      | Giorgia                           | Director y coreógrafo |
| 2018 | Una storia importante | Giorgia                           |                       |
| 2018 | I Feel Love           | Giorgia                           |                       |
| 2022 | Le cose che non dico  | Giordana Angi                     | Director y coreógrafo |
| 2022 | Un autunno fa         | Giordana Angi                     | Director y coreógrafo |
| 2023 | Parole dette male     | Giorgia                           |                       |
| 2023 | Senza confine         | Giorgia                           |                       |